# Blackboard Learning System
Blackboard Learning System er en e-læringsplatform og course management system udviklet af Blackboard Inc.. Systemet bruges af større uddannelsesinstitutioner og kursusudbydere verden over, som samlingssted for de enkelte kurser og dets tilknyttede aktiviteter og funktioner. 
Blackboard har en fleksibel åben arkitektur og design, der tillader integration med andre systemer. Blackboard Learning System bliver enten installeret på lokale servere, eller på servere håndteret af Blackboard ASP Solutions. 
Hovedformålene med Blackboard Learning System er at håndtere kurser som online-elementer. Kurser der traditionelt vil blive afviklet ansigt-til-ansigt kan suppleres med online aktiviteter på Blackboard (såkaldt blended learning eller afvikles som online-kurser med mindre grad eller helt uden ansigt-til-ansigt undervisning. Derudover bruges Blackboard Learning System til deling af informationer mellem studerende, og mellem studerende og undervisere. Informationerne kan for eksempel være undervisningsmateriale i form præsentationer, artikler, pensum, opgaver m.m.
Eksempler på redskaber der kan findes på Blackboard er bl.a. blog, discussion board, journals, tasks og wikier. 

## Didaktisk Design
Blackboards kursuscentrerede struktur og standardinstillinger lægger op til et struktureret undervisningsforløb. På Blackboard er der fokus på kommunikation og udveksling af dokumenter fra undervisere til de studerende, hvorfor Blackboard lægger op til et undervisningsforløb, som er styret af underviseren .

## Blackboard som e-læringsværktøj
Blackboard Learning System tilbyder adskillige værktøjer. Disse anvendes typisk som blended learning, hvor teknologiske værktøjer bruges som supplement til eksisterende face-to-face-undervisning. 
Værktøjerne omfatter bl.a. blog, wiki og kalender, som kan bruges af både studerende og undervisere. Underviserne har flere beføjelser end de studerende og kan derved tilgå og overvåge adskillige vigtige detaljer i de studerendes brug af værktøjerne.

## Blackboard Mobile Learn
Det blev i første kvartal af 2011 muligt at tilgå Blackboard via en smartphone, iPod touch eller iPad ved at hente applikationen "Blackboard Mobile Learn". Uddannelsesinstitutionen skal dog godkende anvendelsen af app'en, så det er måske ikke tilgængeligt for alle. F.eks. har Syddansk Universitet gjort det muligt for studerende og undervisere at tilgå Blackboard via mobile enheder. Det er dog ikke muligt at bruge alle de gængse funktioner på de mobile enheder, da det kun er enkelte ting som er inkluderet i app'en. Der er således på nuværende tidspunkt kun mulighed for studerende at:
```
   * se kurser og kursusbeskeder (Announcements)
   * se/høre filer som underviseren har lagt ud (tekst/billede/video)
   * bruge blogs og diskussionsfora
   * samle kurser under "Favorites"
```

Undervisere har dog administratorrettigheder og kan derfor også oprette kursusbeskeder, nye diskussionstråde, ændre kursusindhold osv.